# Медведков, Сергей Степанович
Серге́й Степа́нович Медве́дков (1847—1917) — настоятель Симбирского кафедрального собора, член IV Государственной думы от Симбирской губернии.

## Биография
Родился 25 сентября (7 октября) 1847 года.
В 1867 году окончил Смоленскую духовную семинарию, в 1873 году — Санкт-Петербургскую духовную академию со степенью кандидата богословия. По окончании академии в Симбирской духовной семинарии стал преподавать Священное Писание, еврейский язык и гражданскую историю. В 1875 году был рукоположён в священники к Троицкому кафедральному собору. В 1889—1896 годах исполнял должность инспектора семинарии, с 1897 года её директор.
В 1899 году завершил преподавательскую деятельность и был определён настоятелем кафедрального собора. Кроме того, состоял председателем Симбирского епархиального женского училищного совета, председателем совета епархиального женского училища, членом епархиального миссионерского совета, благочинным соборного духовенства, председателем «Братства трех святителей» при Симбирской духовной семинарии и Свято-духовского братства при Симбирском духовном училище, членом Симбирской губернской учёной архивной комиссии.
В 1912 году был избран членом Государственной думы от Симбирской губернии. Входил во фракцию русских националистов и умеренно-правых (ФНУП), после её раскола в августе 1915 года — в группу сторонников П. Н. Балашова. Состоял членом библиотечной и по делам православной церкви комиссий. Из-за болезни участия в думской деятельности практически не принимал.
Умер в Симбирске 9 (22) июля 1917 года после долгой болезни. Был вдовцом.